# باسالت (كولورادو)
باسالت (بالإنجليزية: Basalt)‏ هي بلدة تقع في مقاطعة إيغل، كولورادو بولاية كولورادو في الولايات المتحدة. تبلغ مساحتها 5 (كم²)، وترتفع عن سطح البحر 2015 م، بلغ عدد سكانها 3857 نسمة في عام 2010 حسب إحصاء مكتب تعداد الولايات المتحدة .

## وصلات خارجية
- Town of Basalt
- The US50 - Cities and Towns in Colorado State
- Colorado Cities and Towns, Facts, Map, Flag, Colleges, Government, and More